# Centro Asociado de la UNED en Albacete
El Centro Asociado de la UNED en Albacete (UNED Albacete) es un centro de enseñanza universitaria de la Universidad Nacional de Educación a Distancia (UNED) ubicado en la ciudad española de Albacete. Fundado en 1973, forma parte del Campus Este-Centro de la UNED. Es una de las tres universidades con sede en Albacete, junto con la Universidad de Castilla-La Mancha (UCLM) y la Universidad Eclesiástica San Dámaso (UESD).

## Historia
El Centro Asociado de la UNED en Albacete fue creado el 9 de julio de 1973 por orden del Ministerio de Educación y Ciencia. Fue uno de los primeros centros de la UNED que se crearon en España, solo un año después del nacimiento de la UNED. Su nacimiento fue fruto de la colaboración entre el Ayuntamiento de Albacete y la extinta Caja de Albacete, a través de su Obra Social, contando con Julián Donado Vara como primer Director.
Este hecho tuvo gran trascendencia para la ciudad, ya que por entonces apenas se podían cursar estudios superiores al no disponer de universidad propia. Además, pocos eran los que se podían desplazar a otras ciudades para estudiar dada la situación económica del momento. En sus primeros años de vida las enseñanzas más demandadas fueron Derecho y Humanidades.

## Oferta formativa
El centro oferta 28 grados, 63 másteres oficiales y 18 programas de doctorado, además de postgrados y otros tipos de enseñanzas como el acceso a la universidad para mayores de 25, 40 y 45 años y cursos de idiomas (inglés, francés, alemán e italiano). Los grados que se imparten son los siguientes:
- Grado en Economía
- Grado en Administración y Dirección de Empresas
- Grado en Geografía e Historia
- Grado en Filosofía
- Grado en Ciencias Ambientales
- Grado en Turismo
- Grado en Ingeniería Informática
- Grado en Trabajo Social
- Grado en Pedagogía
- Grado en Ciencia Política y de la Administración
- Grado en Ingeniería Eléctrica
- Grado en Ingeniería Electrónica Industrial y Automática
- Grado en Ingeniería en Tecnologías Industriales
- Grado en Derecho
- Grado en Lengua y Literatura Españolas
- Grado en Estudios Ingleses: Lengua, Literatura y Cultura
- Grado en Historia del Arte
- Grado en Matemáticas
- Grado en Química
- Grado en Educación Social
- Grado en Sociología
- Grado en Ingeniería en Tecnologías de la Información
- Grado en Ingeniería Mecánica
- Grado en Psicología
- Grado en Física
- Grado en Antropología Social y Cultural
- Grado en Ciencias Jurídicas de las Administraciones Públicas
- Grado en Criminología

## Estudiantes
En el curso 2013-2014 la UNED en Albacete contó con 3537 estudiantes matriculados. Los estudios con más alumnos fueron Psicología (581), Derecho (199) y Filología (110). Los cursos de idiomas en inglés, francés y alemán contaron con 915 alumnos, mientras que en el curso de acceso a la Universidad había 208 alumnos matriculados.